# 笠井大輔
笠井 大輔（かさい だいすけ、1981年6月8日 - ）は、NHKのアナウンサー。

## 人物
茨城県取手市出身。早稲田大学政治経済学部を卒業後、2004年（平成16年）4月に入局。
学生時代は利根川を越えて東京まで通学していた努力家である。
趣味は和菓子の食べ歩き・サッカー観戦。
ドラゴンボール鑑賞が好きで、仙台放送局時代にゴジだっちゃ!のだっちゃの穴コーナーに出演した時に公表した事がある。

## 現在の担当番組
- 福井県のニュース
- ニュースザウルスふくい（編集責任者・五十嵐椋、平塚柚希のキャスター代行など）
- ニュースザウルス845（不定期）
- おはよう北陸（不定期）
- アナウンスグルーブ統括
- 福井放送局制作番組の編集責任者
- Dino★ラジ（編集責任者）
- ぐるっと!〜福井〜（編集責任者）
- 緊急報道（福井放送局発）
- スポーツ中継

## 過去の担当番組
佐賀放送局時代（2004年度 - 2008年7月）
- 佐賀県のニュース・中継・リポート
- おはよう佐賀（不定期）

富山放送局時代（2008年8月 - 2012年7月）
- ニュース富山人（司会、榮の導き）
- ニュースとやま845（不定期）
- 富山県のニュース・中継・リポート

仙台放送局時代（2012年8月 - 2017年7月）
- おはよう宮城（キャスター 2013年4月 - 2014年9月）
- NHKニュースみやぎ845（不定期）
- マイあさラジオ東北（不定期）
- NHKニュースおはよう日本スポーツコーナー（2013年9月30日 - 10月4日）西堀裕美の代理
- 宮城県・東北地方のニュース・リポート
- てれまさむね（不定期、中山準之助が不在時のキャスター代行など）

G-Media兼東京アナウンス室時代（2017年8月 - 2021年10月）
- 第71回・第72回ライスボウル（2017年・2018年、G-Media出向時）
- ニュースウオッチ9（2017年8月7日 - 11日・一橋忠之のキャスター代行）
- 第52回・第53回スーパーボウル現地実況（G-Media出向時）
- 第73回甲子園ボウル（2018年、G-Media出向時）
- 明治安田生命J1第30節『川崎F5-3神戸』実況[4]

札幌放送局時代（2021年11月 - 2023年6月）
- FIFAワールドカップ2022 - ラジオ実況
  - グループE「日本」対「ドイツ」（2022年11月23日 - 2022年11月24日、R1）
- スポーツ番組
- さわやか自然百景（ナレーション）
- ニュース北海道645（不定期）
- ほっとニュース845（不定期）

福井放送局時代（2023年7月 - ）
- おはよう福井（不定期）
- さらさらサラダ・福井（編集責任者）